# خريبة (جزيرة مينو)
خريبة (بالفارسية: خریبه) هي منطقة سكنية تقع في إيران في قسم جزيرة مينو الريفي. يقدر عدد سكانها بـ 134 نسمة بحسب إحصاء 2016.